# حسين صعودي بور
حسين صعودي بور (بالفارسية: حسین صعودی‌پور) مواليد 21 مارس 1922 في طهران - الوفاة 13 سبتمبر 2017، هو لاعب كرة سلة إيراني. مثّل منتخب بلاده. شارك في دورة الألعاب الأولمبية الصيفية سنة 1948.

## روابط خارجية
- حسين صعودي بور على موقع الاتحاد الدولي لكرة السلة (الإنجليزية)
- حسين صعودي بور على موقع سبورتس رفرنس (الإنجليزية)
- حسين صعودي بور على موقع أوليمبيديا (الإنجليزية)